# Sierra de San Adrián
La sierra de San Adrián es una cordillera que hace de frontera natural entre las provincias españolas de Álava y Guipúzcoa.

## Descripción
La sierra marca el límite entre las provincias de Álava y Guipúzcoa. Se encuentra, de hecho, en la entidad local de la Parzonería General de Guipúzcoa y Álava. Existe un túnel de paso y una ermita, ambos del mismo nombre.
La sierra aparece descrita en el primer volumen del Diccionario geográfico-estadístico-histórico de España y sus posesiones de Ultramar de Pascual Madoz de la siguiente manera:

ADRIAN (San): sierra elevada que forma el lim. de las prov. de Alava y Guipúzcoa: es parte de los Pirineos que desprendiéndose de ellos, forma cord. con las montañas de Aranzazu hasta el puerto de Arlaban, constituyendo una especie de muralla entre ambas prov. En la cúspide al S. y á una leg. de Cegáma, se encuentra el puerto que en lo ant. era fort., al cual se sube desde una y otra parte por una áspera cuesta de una leg. á la Peña horadada, llamada asi por estarlo naturalmente en el espacio de 70 varas de lat. y 10 de long.; en su estremo S. se continuó el taladro 30 pasos mas al largo y 15 al ancho, consiguiendo penetrar el peñasco y facilitar el paso á los carruages y personas á caballo. En un cóncavo inferior con vista al N. y v. de Cegáma, hay una casa denominada venta de S. Adrian y una ermita dedica á este santo. Este camino era el real de postas de Madrid á Francia; hoy solo sirve para arrieros y tragineros de las prov.
(Madoz, 1845, p. 98)